# 西钓角

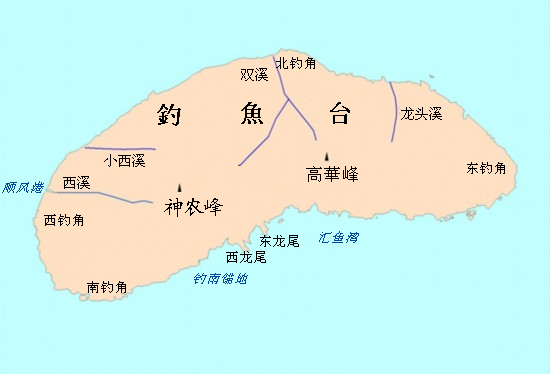
釣魚台島嶼地圖。

西钓角，日文稱西岬（Iri-saki），是位在釣魚台的一个海岬，位置在島上的西部偏南。西钓角东边正对釣魚台的第二高峰神农峰（屏風岳），北边是西溪（尾瀧溪）和顺风港，东南边是南钓角（閃綠角）。西钓角的名稱由中國在2012年9月命名。日文名由黑岩恆在1900年命名。台灣未命名。